# Tomentgaurotes batesi
Tomentgaurotes batesi är en skalbaggsart som först beskrevs av Aurivillius 1912.  Tomentgaurotes batesi ingår i släktet Tomentgaurotes och familjen långhorningar. Inga underarter finns listade i Catalogue of Life.